# Дайсен (гора)
Дайсен (яп. 大山) — вулканическая гора на побережье Японского моря в префектуре Тоттори острова Хонсю Японии, регион Санъин. Является самой высокой в регионе Тюгоку, а её вулкан — важнейшим на вулканическом поясе — части юго-западной вулканической дуги Хонсю, где Филиппинская литосферная плита погружается под Амурскую плиту. Высота вершины — 1729 метров, относительная высота — 1634 метра, ширина седловины — 95 метров. Входит в число ста знаменитых гор Японии.
Дайсен представляет собой сложный вулкан, образованный многократной вулканической деятельностью на протяжении тысяч лет. Извержения в этой области начались 1,8 млн лет назад и привели к созданию так называемой Старой Дайсен около 500 тысяч лет назад. Новая Дайсен образовалась в кальдере Старой Дайсен в результате деятельности второй череды вулканов, которая началась 50 тысяч лет назад и закончилась 10 тысяч лет назад. Произошедшее 50 тысяч лет назад плинианским извержением образовало облако вулканического пепла, разнесённого до Тохоку.
Ранее называлась Хоки-фудзи и Идзумо-фудзи по историческим провинциям Хоки и Идзумо, в зависимости от того, с какой стороны на неё смотреть. На полпути к вершине горы расположен буддийский храм Дайсен-дзи, основанный в 718 году одной из основных буддийских школ Тэндай и существовавший как центр поклонения со времён Хэйан (794—1185).
Восхождение на гору было строго запрещено без монаха Дайсен-дзи, и простые люди не имели доступа к горе вплоть до периода Эдо (1603—1868). Гора Дайсен считалась одной из самых важных в японском синкретическом учении сюгэндо. Прямо над храмом находится святилище Огамияма-дзиндзя, в буквальном смысле — «храм горы великого бога».
После сильного землетрясения в Тоттори магнитудой 6,7 в 2000 году некоторые из пиков горы Дайсен находятся на грани разрушения, из-за опасности обвала запрещён подъём на самую высокую вершину горы, альпинистам открыт доступ лишь к пику Мисен высотой 1709,4 м. Самый популярный маршрут — от Дайсен-дзи к пику Мисен, занимающий около трёх часов. В период северо-западных зимних муссонных ветров, когда склоны горы покрываются глубоким снегом, Дайсен становится горнолыжным курортом.
В 1936 году был организован национальный парк Дайсен-Оки площадью 319 км².